# Pleasant Valley (Virginia Occidentale)
Pleasant Valley è un comune degli Stati Uniti d'America, nella contea di Marion nello Stato della Virginia Occidentale.